# پاتریک رایان
پاتریک رایان (انگلیسی: Patrick Ryan؛ ۲۰ ژانویه ۱۸۸۳ – ۱۳ فوریه ۱۹۶۴) پرتاب‌گر چکش اهل ایالات متحده آمریکا بود.
وی در مسابقات کشوری و بین‌المللی در مجموع برندهٔ ۱ مدال طلا، ۱ مدال نقره شده‌است.